# Berit Rollén
Berit Rollén, född Rådegran 2 november 1935 i Karlskoga, är en svensk politiker (socialdemokrat), journalist och ämbetsman.
Rollén tog en filosofie kandidatexamen 1958, var anställd vid Stockholms-Tidningen 1958–1962 och var handelsredaktör vid tidningen 1962–1964. Hon var därefter pressombudsman vid Sveriges industriförbund 1964–1966, redaktionssekreterare vid Veckans Affärer 1966–1967 och redaktionschef vid samma tidning 1968–1969. Rollén var sedan pressekreterare vid Statsrådsberedningen 1969–1973, reportagechef vid Vi 1973–1974 och politisk sekreterare vid Arbetsmarknadsdepartementet 1974–1976. Hon blev byråchef vid Arbetsmarknadsstyrelsen (AMS) 1976 och var avdelningschef där 1978–1982.
Rollén var statssekreterare i Arbetsmarknadsdepartementet 1982–1986 (under Anna-Greta Leijons tid som arbetsmarknadsminister), generaldirektör i AMU-gruppen 1986–1992 och generaldirektör för Invandrarverket 1993–1994. Hon har även varit landstingsdirektör för Stockholms läns landsting med början 1995 och är ledamot i riksdagens arvodesnämnd.
Hon är sedan 1960 gift med Jarl-Erik Rollén (född 1934) och mor till Ola Rollén.